# 붓꼬리호저
붓꼬리호저는 호저과 붓꼬리호저속 또는 큰꼬리산미치광이속(Atherurus)에 속하는 설치류의 총칭이다. 아시아와 아프리카에서 발견되는 2종의 구대륙호저로 이루어져 있다.

## 특징
꼬리 길이 102~260mm를 제외한 몸통 길이가 365~570mm인 대형 설치류이다. 몸무게는 최대 4kg이다. 가늘고 긴 몸에 길고 뾰족한 주둥이, 짧은 다리를 갖고 있다. 가시털이 거의 온몸을 덮여 있으며 머리와 배 쪽 털은 좀더 부드럽다. 등 쪽은 회색빛 갈색부터 거무스레한 갈색까지 다양하지만 옆구리 쪽은 좀더 밝고 배 쪽은 희다.

## 분포
중앙아프리카와 인도 아대륙, 중국 남부, 인도차이나 수마트라섬까지 널리 분포한다.

## 하위 종
- 아프리카붓꼬리호저 또는 아프리카송이꼬리호저 (A. africanus)
- 아시아붓꼬리호저 또는 아시아송이꼬리호저 (A. macrourus)